# Ron Yerxa
Ron Yerxa, de son vrai nom Ronald Paul Yerxa, est un producteur de cinéma américain né le 18 mai 1947.

## Biographie
Ron Yerxa fait ses études à l'Université Stanford à Palo Alto (Californie), puis devient journaliste. Par la suite, il enseigne au sein d'un programme d'aide aux minorités. Après quelques années à Los Angeles, il suit les cours de l'Université de Californie à Santa Cruz.
Lors du Festival du film de Sundance de 1989, il a l'idée avec Albert Berger de créer sa société de production, et Bona Fide Productions voit le jour en 1993.
En 2010, il est président du jury du 45e Festival international du film de Karlovy Vary.
En 2015, il est membre du jury du 18e Festival international du film de Shanghai.

## Filmographie

### Cinéma
- 1993 : King of the Hill de Steven Soderbergh
- 1993 : Jack the Bear de Marshall Herskovitz
- 1999 : The Wood de Rick Famuyiwa
- 1999 : L'Arriviste d'Alexander Payne
- 2002 : Pumpkin d'Anthony Abrams et Adam Larson Border
- 2003 : Retour à Cold Mountain d'Anthony Minghella
- 2005 : Faux Amis de Harold Ramis
- 2005 : Les Mots retrouvés de Scott McGehee et David Siegel
- 2006 : Little Children de Todd Field
- 2006 : Little Miss Sunshine de Jonathan Dayton et Valerie Faris
- 2008 : Hamlet 2 d'Andrew Fleming
- 2010 : Une famille très moderne de Josh Gordon et Will Speck
- 2012 : We Made This Movie de Rob Burnett
- 2012 : Elle s'appelle Ruby de Jonathan Dayton et Valerie Faris
- 2013 : Nebraska d'Alexander Payne
- 2013 : Charlie Countryman de Fredrik Bond
- 2014 : Low Down de Jeff Preiss
- 2015 : Back Home (Louder Than Bombs) de Joachim Trier
- 2017 : Liaisons à New York (The Only Living Boy in New York)

### Télévision
- 1998 : Une voleuse de charme (téléfilm)
- 2014 : The Leftovers (série)

## Nominations
- BAFTA 2004 : Retour à Cold Mountain pour le BAFA du meilleur film et pour le BAFA du meilleur film britannique
- BAFTA 2007 : Little Miss Sunshine pour le BAFA du meilleur film
- Oscars du cinéma 2014 : Nebraska pour l'Oscar du meilleur film